# Battaglia di Macomer
La battaglia di Macomer (1478) fu uno scontro tra il Regno di Sardegna e il marchesato di Oristano guidato dal marchese Leonardo Alagon. La battaglia si svolse a Macomer in Sardegna, in località Campu Castigadu, il 19 maggio 1478. Da una parte le truppe aragonesi guidate dal viceré Carroz, con reparti fatti giungere dalla madrepatria, e dai regni di Napoli e Sicilia. Dall'altra parte i reggimenti sardi guidati dal marchese di Oristano, Leonardo Alagon, con il vessillo dell'Albero deradicato.
Fu una battaglia molto dura, che terminò con la vittoria degli aragonesi, la distruzione dell'esercito ribelle, la fuga e la successiva cattura di Leonardo Alagon, e la sconfitta dei sardi nazionalisti del marchesato di Oristano.

## Premesse e svolgimento
Nel mese di maggio 1478 il viceré era a Cagliari in attesa che terminasse l'arruolamento delle milizie delle zone di Cagliari, del Sarrabus, dell'Ogliastra, di Posada e della Gallura. Quindi il 5 maggio il viceré uscì dalla città con una scorta di sette fedelissimi e il 12 si unì al resto dell'esercito aragonese che era confluito nel Logudoro.
Il viceré irruppe nei territori del marchese uccidendo e saccheggiando i suoi sudditi, per spingere questi allo scontro in campo aperto.

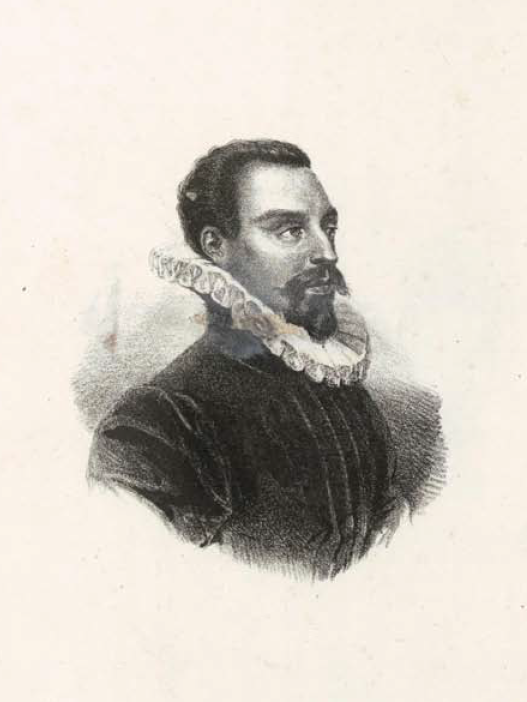
Leonardo Alagon, marchese di Oristano

Il marchese venuto a sapere dei tragici fatti scrisse al figlio, Artale Alagon, tre lettere dello stesso tenore, nelle quali lo esortava a raggiungere Macomer entro due giorni. Appena ebbe letto queste lettere, Artale Alagon, diede l'ordine di bandire un'ordinanza che, dietro pena di morte, ingiungesse a tutti gli uomini di seguirlo in armi e raccolta in tale guisa una grande moltitudine di soldati, risvegliò in essi il fuoco della battaglia. Tutti indossarono l'elmo, riempirono due carri di spade, lance e giavellotti e attraverso foreste e monti impervi si diressero a Macomer, dove li aspettava Leonardo Alagon, col resto dell'esercito sardo.
Il 19 maggio Artale giunse, insieme alle sue truppe, a Macomer dove lo ricevette con grande benevolenza il marchese e padre suo Leonardo: appena il figlio fece il suo ingresso in paese lo accolse con un tenero abbraccio e usò riguardi anche per le truppe che erano con lui, facendo servire una lauta cena e consentendo loro di riposarsi dalla fatiche del viaggio.
Avevano appena terminato la cena quando si diffuse la notizia che nei pressi, in cima a una collina, era stato avvistato uno stendardo viceregio. Il panico prese tutti, tranne il marchese che era certo della vittoria. Insieme ai fratelli si mise a studiare il piano di battaglia ma i pareri erano discordi: secondo alcuni bisognava aspettare le mosse del nemico secondo altri attaccarlo di sorpresa, e discutendo si fece l'alba di quel martedì, 20 maggio 1478, che decretò la fine del marchesato.
Il viceré era lì, con l'esercito accampato a ridosso di Macomer, e la battaglia non poteva essere elusa. Di conseguenza il marchese diede l'ordine ai reggimenti sardi di prepararsi ad assalire gli aragonesi con un attacco diretto, e questo scatenò una polemica accesa tra padre e figlio: infatti Artale era conscio che dare battaglia subito, con le truppe sarde stanche, significava andare incontro a morte sicura e che l'unica via di scampo era per loro evitare lo scontro. Ma alle parole piene di equilibrio di Artale il padre replicava: " il viceré è a circa un miglio da noi, ci sta praticamente addosso. Capisco quanto tu sia affaticato dal viaggio, tuttavia ormai è deciso: devi farti avanti, armi in pugno, a respingere il nemico. Orsù, passa risoluto alle vie di fatto. Sfrutta l'esercito e le tue soldatesche".
Il marchese diede l'ordine all'esercito di prendere posizione dividendo i reggimenti in due frazioni: la prima schiera al comando di Artale Alagon, la seconda alle sue dirette dipendenze dietro la prima linea.
Artale portatosi al comando dei suoi reggimenti si mise, ad alta voce, a pregare Dio, Gesù, e Maria, dal profondo dell'animo, e i Sardi rispondevano con un solo grido poderoso: "Arborea, Arborea", e lo facevano con tale accanimento e forza d'animo da sembrare capaci d'infrangere l'onda impetuosa della sorte avversa. Artale Alagon, insieme ad altri nobili sardi, guidò la prima ondata dell'esercito sardo, incitava i suoi soldati, senza mai cessare di urlare "San Giorgio".
Il viceré Nicolo Carroz aveva diviso gli aragonesi in due brigate: in prima linea c'erano i meglio armati; coloro che avevano le armature migliori avevano il compito di attirare i Sardi, reggere le iniziali perdite per consentire alla seconda brigata una manovra avvolgente che portasse all'accerchiamento e al conseguente annichilimento l'esercito sardo. Da entrambi gli eserciti si levò un terribile suono di trombe e di corni, ed insieme un rumore metallico di armi. A questo punto tutti si lanciarono con esultanza alla carica. Artale Alagon avanzò con i suoi reggimenti infliggendo perdite notevoli agli Aragonesi ma scattò il piano tattico del viceré e con manovra avvolgente gli Aragonesi chiusero la prima schiera di Artale che fu disarcionato dal cavallo ed ucciso a colpi di lancia dal nemico.
Tutti quelli della prima brigata sarda furono uccisi: di alcuni ricordiamo i nomi, come il commendatore Sanchez che portava una collana d'oro al collo a cui i mercenari Corsi mozzarono il capo per portagli via il monile, il musico Pumar e molti altri ancora.
Ignorando la sorte del figlio e dei suoi uomini, il marchese decise di mandare avanti la seconda brigata: i Sardi si lanciarono con rabbia e furia all'attacco, dando prova di grande valore in battaglia. Volarono saette e sassi, torce infuocate e palle di piombo.
Fu una battaglia terribile, con molti morti da entrambe le parti, mani e braccia tagliate sul campo di battaglia, non vi era uomo che non avesse la spada intrisa di sangue, vi erano uomini mutilati che aspettavano solamente il colpo fatale che mettesse fine alle loro sofferenze.
Il viceré, per salvare la sua prima schiera, dato che era duramente attaccata da tutti i reggimenti sardi, condusse la seconda schiera alle spalle dell'esercito sardo, lo assalì con audacia e riuscì a chiuderlo in una tenaglia, mentre la cavalleria sarda colta di sorpresa veniva duramente colpita.
Il marchese si rese conto che la situazione era precipitata e, perduta ogni speranza, si sottrasse al combattimento ed insieme ai fratelli, a due figli e a pochi altri fuggì.
Il viceré, sconfitto l'esercito sardo, constatato con stupore misto a indifferenza quanti aragonesi fossero caduti e visti i superstiti di quello stesso esercito che aveva dominato la Sardegna cercare salvezza in ogni dove, decise di radunare le sue truppe e di prendere Macomer che, presidiata da truppe nemiche, oppose resistenza fino al giorno seguente quando saputo della vergognosa fuga del marchese decise di arrendersi ai vincitori.

## Conseguenze
Alagòn fu inizialmente condannato a morte, ma successivamente la pena gli fu tramutata in carcere a vita; fu rinchiuso nel castello di Xàtiva, dove morì il 3 novembre 1494. Dopo questa sconfitta anche il marchesato viene inglobato nel regno e la Sardegna viene divisa in "Capo di sopra" e in "Capo di sotto", entrambi guidati da un governatore.
I titoli di Marchese di Oristano e di Conte del Goceano vennero assunti dal Re di Aragona, e fanno parte tuttora della lista dei titoli degli attuali sovrani di Spagna (per quanto di carattere onorifico).